# Архиепархия Каракаса
Архиепархия Каракаса, Сантьяго-де-Венесуэлы (лат. Archidioecesis Caracensis o S. Iacobi in Venezuela) — архиепархия Римско-Католической церкви с центром в городе Каракасе, столице Венесуэлы. В митрополию Венесуэлы входят епархии Гуаренаса, Ла-Гуайры и Лос-Текеса. Кафедральным собором архиепархии Венесуэлы является церковь Святой Анны. С 2023 года архиепископ Каракаса, Сантьяго-де-Венесуэлы — кардинал Бальтасар Энрике Поррас Кардосо.

## История
Святой Престол учредил католическую епархию в Венесуэле 21 июня 1531 года буллой Pro Excellenti Praeminentia папы римского Климента VII, после испанского завоевания. Первоначально епархия был суффраганной архиепархии Севильи. 12 февраля 1546 года она стала частью церковной провинции архиепархии Санто-Доминго.
Первоначально епископская кафедра была в Коро, где она оставалась до 20 июля 1637 года, когда она была переведена в Сантьяго-де-Леон-де-Каракас.
В 1752 году, епархия уступила часть своей территории, которые на самом деле, однако, находились в ведении епархии Сан-Хуана, Пуэрто-Рико, в пользу учреждения Апостольской префектуры Кюрасао (в настоящее время епархия Виллемстада).
24 ноября 1803 года была возведена в ранг архиепархии-митрополии буллой In universalis Ecclesiae regimine папы римского Пия VII.
Впоследствии передала другие части своей территории в пользу учреждения новых епархий:
- 7 марта 1863 года в пользу учреждённой епархии Калабосо (ныне архиепархии);
- 12 октября 1922 года в пользу учреждённой епархии Валенсии-эн-Венесуэлы (ныне архиепархии);
- 21 июня 1958 года в пользу учреждённой епархии Маракая;
- 23 июля 1965 года в пользу учреждённой епархии Лос-Текеса;
- 15 апреля 1970 года в пользу учреждённой епархии Ла-Гуайры.

## Ординарии
Епископы
- епископ Rodrigo de Bastidas y Rodríguez de Romera — (21 июня 1531 — 6 июля 1541 назван епископом Сан-Хуана);
- епископ Miguel Jerónimo de Ballesteros — (22 августа 1546—1555);
- епископ Juan Simancas Simancas — (12 июня 1556 — 5 декабря 1561 назван епископом Картахены);
- епископ Pedro de Agreda (Sánchez Martín), O.P. — (27 июня 1561—1580);
- епископ Juan Manuel Martínez de Manzanillo, O.P. — (23 марта 1583 — 1 января 1592);
- епископ Pedro Mártin Palomino, O.P. — (1 июля 1594 — 23 февраля 1596);
- епископ Domingo de Salinas, O.P. — (10 ноября 1597 — 10 июня 1600);
- епископ Domingo (Pedro) de Oña, O. de M. — (27 августа 1601 — 27 февраля 1605 назван епископом Гаэты);
- епископ Antonio de Alzega (Alcega), O.F.M. — (12 декабря 1605 — 13 мая 1610);
- епископ Juan Bartolomé de Bohórquez e Hinojosa, O.P. — (17 июля 1611 — 13 ноября 1617 назван епископом Антекера-и-Оаксака);
- епископ Gonzalo de Angulo, O.M. — (20 ноября 1617 — 17 мая 1633);
- епископ Juan López de Agurto de la Mata — (8 августа 1634 — 24 декабря 1637);
- епископ Mauro Diego (Marcos) de Tovar y Valle Maldonado, O.S.B. — (3 октября 1639 — 16 декабря 1652 назван епископом Чиапаса);
- епископ Alonzo de Briceño, O.F.M. — (15 сентября 1659 — 16 ноября 1668);
- епископ Antonio González de Acuña — (1670 — 22 мая 1683 назван епископом Ла-Плата-о-Чаркаса);
- епископ Diego de Baños y Sotomayor, O.M. — (1683—1706);
- епископ Francisco del Rincón, O.M. — (26 февраля 1711 — 5 октября 1716 назван архиепископом Сантафе-ен-Нуэва-Гранада);
- епископ Juan José de Escalona y Calatayud — (15 марта 1717 — 15 ноября 1728 назван епископом Мичоакана);
- епископ José Félix Valverde — (15 ноября 1728 — 24 ноября 1738 назван епископом Мичоакана);
- епископ Juan García Abadiano — (25 мая 1742 — 6 мая 1747);
- епископ Manuel Jiménez Bretón — (16 сентября 1748 — 30 марта 1749);
- епископ Manuel Machado y Luna — (22 сентября 1749 — 29 января 1752);
- епископ Francisco Julián de Antolino — (25 сентября 1752 — 6 августа 1755);
- епископ Diego Antonio Díez Madroñero — (24 мая 1756 — 3 февраля 1769);
- епископ Mariano Martí — (29 января 1770 — 20 февраля 1792);
- епископ Juan Antonio de la Virgen María y Viana, O.C.D. — (24 сентября 1792 — 14 августа 1798 назван епископом Альмерии).

Архиепископы
- архиепископ Francisco de Ibarra — (14 декабря 1798 — 19 сентября 1806);
- архиепископ Narciso Coll y Prat — (17 января 1808 — 25 февраля 1822), назван архиепископом Паленсии, персональный титул;
  - Domingo de Silos Santiago Apollinario Moreno, O.S.B. — (16 марта 1818 — 30 ноября 1824), назван епископом Кадиса (апостольский администратор);
- архиепископ Ramón Ignacio Méndez — (21 мая 1827 — 6 августа 1839);
- архиепископ Ignacio Fernández Peña — (15 июля 1841 — 18 января 1849);
- архиепископ Silvestre Guevara y Lira — (27 сентября 1852 — 6 июня 1876);
- архиепископ José Antonio Ponte — (29 сентября 1876 — 6 ноября 1883);
- архиепископ Críspulo Uzcátegui — (13 ноября 1884 — 31 мая 1904);
- архиепископ Juan Bautista Castro — (31 мая 1904 — 7 августа 1915);
- архиепископ Felipe Rincón González — (10 августа 1916 — 13 мая 1946);
- архиепископ Лукас Гильермо Кастильо Эрнандес — (13 мая 1946 — 9 сентября 1955);
- архиепископ Рафаэль Игнасио Ариас Бланко — (9 сентября 1955 — 30 сентября 1959);
- кардинал Хосе Умберто Кинтеро Парра — (31 августа 1960 — 24 мая 1980);
- кардинал Хосе Али Лебрун Моратинос — (24 мая 1980 — 27 мая 1995);
- кардинал Антонио Игнасио Веласко Гарсия, S.D.B. — (27 мая 1995 — 6 июля 2003);
- кардинал Хорхе Либерато Уроса Савино — (19 сентября 2005 — 9 июля 2018);
  - кардинал Бальтасар Энрике Поррас Кардосо — (9 июля 2018 — 17 января 2023) — апостольский администратор sede vacante et ad nutum Sanctae Sedis;
- кардинал Бальтасар Энрике Поррас Кардосо — (17 января 2023 — 28 июня 2024);
- архиепископ Рауль Бьорд Кастильо — (28 июня 2024 — по настоящее время).

## Суффраганные диоцезы
- Диоцез Гуаренаса;
- Диоцез Ла-Гуайры;
- Диоцез Лос-Текеса.

## Храмы архиепархии
- Церковь Святого Франциска Ассизского — Национальный памятник.